# Estação Mariina Roshcha
Mariina Roshcha (em russo:  Марьина Роща) é uma estação terminal da linha Liublinsko-Dmitrovskaia (Linha 10) do Metro de Moscovo, na Rússia. Estação «Mariina Roshcha» está localizada após a estação «Dostoievskaia».